# دافيد زيبونغ
دافيد زيبونغ (بالألمانية: David Zibung) (مواليد 10 يناير 1984) هو لاعب كرة قدم سويسري ، يلعب كحارس مرمى لنادي لوتسيرن السويسري منذ عام 2003.

## روابط خارجية
- دافيد زيبونغ على موقع قاعدة بيانات كرة القدم.إي يو (الإنجليزية)
- دافيد زيبونغ على موقع Soccerway.com (الإنجليزية)
- دافيد زيبونغ على موقع عالم كرة القدم.نت (الإنجليزية)

- David Zibung